# クロコダイル・ダンディー2
『クロコダイル・ダンディー2』（Crocodile Dundee II）は、1988年制作のオーストラリアの映画。『クロコダイル・ダンディー』の続編。

## あらすじ
ミック・ダンディーはオーストラリアからニューヨークに来てスーと同棲生活を始めたものの失業してしまい、悶々とした日々を過ごしていた。
その頃、南米コロンビアでは、スーの前夫のカメラマン・ボブがルイス・リコの麻薬組織を追っていたが、彼等の殺人の現場を撮影した所を見つかって殺害されてしまう。
しかし、そのフィルムは一足早くスーのもとに郵送されていたため、スーとダンディーは組織から狙われる事になるが、ダンディーは仲間たちと共に組織に立ち向かう。

## 登場人物
マイケル・J・"クロコダイル"・ダンディー（ミック）
演 - ポール・ホーガン
ニューヨークで暮らしている男。失業中。寝るときは床で寝ている。
スー・チャールトン
演 - リンダ・コズラウスキー
ダンディーの同棲相手。リコたちに捕まってしまう。
ウォルター・ライリー
演 - ジョン・メイロン
ダンディーの友人。
ルイス・リコ
演 - ヘクター・アーバリー
麻薬組織のボス。
ミゲル
演 - ファン・フェルナンデス
リコの手下。
リロイ・ブラウン
演 - チャールズ・ダットン
ダンディーの友人。周りから怖がられている。
ブラニガン
演 - ケネス・ウェルシュ
麻薬取締局の職員。事件を通じてダンディーと関わるようになる。
ボブ・タナー
演 - デニス・ボウトシカリス
スーの前夫。カメラマン。殺害されてしまう。

## キャスト
| 役名                                | 俳優                     | 日本語吹替                                                | 日本語吹替                                                     | 日本語吹替                                          |
| 役名                                | 俳優                     | ソフト版                                                  | フジテレビ版                                                   | テレビ朝日版                                        |
| ----------------------------------- | ------------------------ | --------------------------------------------------------- | -------------------------------------------------------------- | --------------------------------------------------- |
| クロコダイル・ダンディー （ミック） | ポール・ホーガン         | 羽佐間道夫                                                | 青野武                                                         | 羽佐間道夫                                          |
| スー・チャールトン                  | リンダ・コズラウスキー   | 弥永和子                                                  | 榊原良子                                                       | 弘中くみ子                                          |
| ウォルター・ライリー                | ジョン・メイロン         | 峰恵研                                                    | 富田耕生                                                       | 緒方愛香                                            |
| ルイス・リコ                        | ヘクター・アーバリー     | 池田勝                                                    | 原康義                                                         | 古川登志夫                                          |
| ミゲル                              | ファン・フェルナンデス   | 納谷六朗                                                  | 池田勝                                                         | 家中宏                                              |
| リロイ・ブラウン                    | チャールズ・ダットン     | 緒方賢一                                                  | 増岡弘                                                         | 島田敏                                              |
| ブラニガン                          | ケネス・ウェルシュ       | 糸博                                                      | 阪脩                                                           | たかお鷹                                            |
| DEA捜査官                           | スティーヴン・ルート     |                                                           | 秋元羊介                                                       | 後藤哲夫                                            |
| ボブ・タナー                        | デニス・ボウトシカリス   | 小島敏彦                                                  | 牛山茂                                                         | 内田直哉                                            |
| チャーリー                          | アーニー・ディンゴ       | 星野充昭                                                  | 小室正幸                                                       |                                                     |
| フランク                            | ガス・マーキュリオ       | 石森達幸                                                  | 伊井篤史                                                       | 渡部猛                                              |
| ホセ                                | ルイス・ガスマン         | 秋元羊介                                                  | 塚田正昭                                                       |                                                     |
| アースキン                          | ジム・ホルト             | 小島敏彦                                                  | 高宮俊介                                                       | 岩崎ひろし                                          |
| デニング                            | アウレック・ウィルソン   | 大塚明夫                                                  | 秋元羊介                                                       | 西村知道                                            |
| ドンク                              | スティーブ・ラックマン   | 島香裕                                                    | 笹岡繁蔵                                                       | 乃村健次                                            |
| ナゲット                            | ジェリー・スキルトン     | 大塚芳忠                                                  |                                                                | 内田直哉                                            |
| アイーダ                            | マギー・ブリンコ         | 片岡富枝                                                  | 巴菁子                                                         | 一城みゆ希                                          |
| アパートの殺し屋                    | アンディ・ルイス         |                                                           | 梁田清之                                                       |                                                     |
| ラット                              | ジェイス・アレクサンダー | 大塚芳忠                                                  | 堀内賢雄                                                       |                                                     |
| 役不明 その他                       | N/A                      | 滝沢ロコ 神代知衣 さとうあい 菅原淳一 森一 こおろぎさとみ | 吉水慶 安永沙都子 沢田澄代 西宏子 喜田あゆ美 渡辺美佐 麻見順子 | 吉田孝 宮寺智子 沢海陽子 石塚理恵 多田野曜平 永井誠 |

- ソフト版: 1989年2月24日発売のVHSに初収録。
- フジテレビ版: 初回放送1991年4月13日『ゴールデン洋画劇場』
  - 初回はカット放送されたものの、台詞のない場面を中心にカットされていたことから、2018年にザ・シネマでカット部分を追加したノーカット版が放送された。
- テレビ朝日版: 初回放送2001年6月24日『日曜洋画劇場』
  - 2018年2月1日、放送時にカットされた部分を追加録音した「吹替補完版」がWOWOWにて放送された[4]。

## スタッフ
- 監督: ジョン・コーネル
- 製作: ジェーン・スコット、ジョン・コーネル
- 原案: ポール・ホーガン
- 脚本: ポール・ホーガン、ブレット・ホーガン
- 撮影: ラッセル・ボイド
- 音楽: ピーター・ベスト

### 日本語版
| -    | ソフト版 | フジテレビ版   | テレビ朝日版 （追加録音部分） |
| ---- | -------- | -------------- | ----------------------------- |
| 演出 | 伊達康将 | 福永莞爾       | 蕨南勝之                      |
| 翻訳 | 島伸三   | たかしまちせこ | 岩本令 （赤池ひろみ）         |
| 制作 | 東北新社 | 東北新社       | 東北新社                      |